# Смирнов, Владилен Степанович
Владилен Степанович Смирнов (5 июня 1932 — 1 мая 2020, Тюмень) — советский партийный деятель, первый секретарь Заводоуковского районного комитета КПСС Тюменской области. Заслуженный учитель профессионально-технического образования РСФСР (1995). Герой Социалистического Труда (1972).

## Биография
Родился 5 июня 1932 года в селе Покровское, Ярковского района Уральской области (ныне — Тюменская область).
Учась в школе занимался комсомольской работой, был секретарём комсомольской организации средней школы и членом бюро Ярковского районного комитета комсомола. С 1950 по 1952 год — второй секретарь Ярковского и Дубровинского районных комитетов и сотрудник Тюменского областного комитета комсомола.
С 1956 года после окончания Центральной комсомольской школы при ЦК ВЛКСМ работал в Тюменском областном комитете комсомола. С 1957 по 1961 год работал первым секретарём Тюменского городского комитета комсомола. С 1961 по 1965 год работал в должности  заведующего организационным отделом, избирался секретарём и вторым секретарём Ялуторовского районного комитета КПСС Тюменской области. В 1964 году окончил Высшую партийную школу при ЦК КПСС.
С 1965 по 1971 год работал в должности председателя Заводоуковского районного исполнительного комитета Совета депутатов трудящихся. Возглавляя район, уделял большое внимание развитию сельского хозяйства. В 1967 и в 1970 году  Указом Президиума Верховного Совета СССР «за трудовые достижения» Владилен Степанович Смирнов был награждён орденами «Знак Почёта» и Октябрьской революции.
С 1971 по 1975 год — первый секретарь Заводоуковского районного комитета КПСС. В 1971 году «за трудовые достижения» Владилен Степанович Смирнов был награждён орденом Трудового Красного Знамени.
13 декабря 1972 года Указом Президиума Верховного Совета СССР «за большие успехи, достигнутые в увеличении производства и продажи государству зерна, других продуктов земледелия, и проявленную трудовую доблесть на уборке урожая» Владилен Степанович Смирнов был удостоен звания Героя Социалистического Труда с вручением Ордена Ленина и золотой медали «Серп и Молот».
С 1975 по 1978 год работал в должности первого секретаря Тюменского районного комитета КПСС. С 1978 по 1997 год работал начальником Тюменского областного управления профессионально-технического образования и заместителем директора Департамента образования Тюменской области. С 1997 по 2004 год — заместитель директора по научно-методической работе Западно-Сибирского государственного колледжа профессионально-педагогических технологий.
С 2004 года на пенсии.
Скончался 1 мая 2020 года в Тюмени.

## Награды
- Медаль «Серп и Молот» (13.12.1972)
- Орден Ленина (13.12.1972)
- Орден Октябрьской революции (1970)
- Орден Трудового Красного Знамени (08.04.1971)
- Орден «Знак Почёта» (19.04.1967)
- Две серебряные Медали ВДНХ

### Звания
- Заслуженный учитель профессионально-технического образования РСФСР  (1995)
- Почётный работник среднего профессионального образования Российской Федерации